# Veronika Thanner
Veronika Thanner (26 novembre 1977) è un'ex sciatrice alpina austriaca.

## Biografia
In Coppa Europa la Thanner, originaria di Sankt Johann in Tirol, esordì il 17 gennaio 1995 a Innerkrems in discesa libera (64ª) e ottenne il primo podio il 18 dicembre 1996 a Haus nella medesima specialità (3ª). Sempre in discesa libera debuttò in Coppa del Mondo, il 18 gennaio 1998 ad Altenmarkt-Zauchensee (47ª), ottenne l'ultimo podio in Coppa Europa, il 19 gennaio 2000 a Haus, il miglior piazzamento in Coppa del Mondo, il 5 marzo 2000 a Lenzerheide (5ª),  e prese per l'ultima volta il via in Coppa del Mondo, il 24 febbraio 2001 nella medesima località (41ª). Si ritirò al termine della stagione 2001-2002 e la sua ultima gara fu il supergigante dei Campionati austriaci 2002, disputato l'11 aprile ad Altenmarkt-Zauchensee e chiuso dalla Thanner all'8º posto; non prese parte a rassegne olimpiche o iridate.

## Palmarès

### Coppa del Mondo
- Miglior piazzamento in classifica generale: 82ª nel 2000

### Coppa Europa
- Miglior piazzamento in classifica generale: 4ª nel 1998
- 5 podi:
  - 2 secondi posti
  - 3 terzi posti

### South American Cup
- Miglior piazzamento in classifica generale: 22ª nel 2001
- 1 podio:
  - 1 secondo posto

### Campionati austriaci
- 1 medaglia:
  - 1 argento (combinata nel 2000)